# Нехваль-Полянка
Нехваль-Полянка (Нехваль Полянки) (словац. Nechválova Polianka) — село в Словаччині, Гуменському окрузі Пряшівського краю. Розташоване в північно-східній частині Словаччини.
Уперше згадується у 1547 році.

## Пам'ятки
У селі на початку 17 століття була збудована дерев'яна православна церква. На її місці стоїть мурована греко-католицька церква святого Архангела Михаїла з 1788 року в стилі бароко-класицизму. У селі є також православна церква Вознесіння Господа з 1993 року.

## Населення
| Рік:            | 1993 | 2003     | 2013     | 2023     |
| --------------- | ---- | -------- | -------- | -------- |
| Кількість осіб: | 172  | 132      | 87       | 107      |
| Різниця:        |      | -23,25 % | -34,09 % | +22,98 % |

| Рік:            | 2022 | 2023     |
| --------------- | ---- | -------- |
| Кількість осіб: | 85   | 107      |
| Різниця:        |      | +25,88 % |

У 2017 році в селі проживали 74 особи.
Національний склад населення (за даними останнього перепису населення — 2001 року):
- словаки - 57,78 %
- русини - 26,67 %
- українці - 15,56 %

Склад населення за приналежністю до релігії станом на 2001 рік:
- православні: 47,41 %,
- греко-католики: 44,44 %,
- римо-католики: 5,93 %,
- не вважають себе віруючими або не належать до жодної вищезгаданої церкви: 1,48 %